# Harstarr
Harstarr (Carex ovalis) är en flerårig gräslik växt inom släktet starrar och familjen halvgräs. Harstarr växer tätt tuvad och har brunaktiga basala slidor som är snart upprispade. Dess strån är utåtböjda och sträva upptill. De grågröna bladen blir från 1,5 till 3 mm breda och har halva strånas längd. axsamlingen blir från två till fyra centimeter lång och innehåller fyra till sju äggrunda, snart bruna ax, med hanblommor nederst i axen. De blekbruna axfjällen blir från 3 till 4,5 millimeter, har tydliga hinnkanter och grön mittnerv. De blekbruna fruktgömmena blir från 3,5 till 5 millimeter, är smalt vingkantade och har en kluven sträv näbb. Harstarr blir från en till fyra decimeter hög och blommar från juni till juli.

## Utbredning
Harstarr är vanlig i Norden och återfinns vanligtvis på frisk till fuktig mark, såsom stigar, vägkanter, renar, betesmark, hyggen, diken, stränder och ruderatmark. Dess utbredning i Norden sträcker sig till hela södra och mellersta Finland, Götaland, Svealand och södra Norrland i Sverige, kustnära områden i södra och mellersta Norge, hela Danmark och hela Färöarna.